# Adaptations des Aventures de Tintin à l'écran
La série de bandes dessinées des Aventures de Tintin, créée par le dessinateur belge Hergé en 1929, a fait l'objet de nombreuses adaptations au cinéma et à la télévision, que ce soit en prise de vues réelles ou en film d'animation. La plupart de ces adaptations reprennent le scénario des différents albums de la série, à l'exception des films Tintin et le Mystère de la Toison d'or, Tintin et les Oranges bleues et Tintin et le Lac aux requins qui, eux, s'appuient sur des scénarios originaux.

## Premières adaptations

### Des débuts hésitants (1947-1948)
En 1947, deux pionniers du cinéma d'animation belge, Claude Misonne et son mari João Michiels, réalisent Le Crabe aux pinces d'or, une adaptation de l'album paru en 1941 en un long-métrage où les personnages sont mis en scène par le biais de poupées de chiffon. Le film est projeté au cinéma ABC de Bruxelles, le 21 décembre 1947, devant près de deux mille enfants, mais après la faillite de son producteur, Wilfried Bouchery, les bobines sont saisies et toutes les autres projections sont annulées. Une copie du long-métrage est conservée à la Cinémathèque royale de Belgique,. En 2007, le film est publié en DVD.
Échaudé par cette première expérience, Hergé adresse un courrier en avril 1948 au producteur et réalisateur américain Walt Disney. Pour le convaincre d'adapter ses œuvres en dessin animé, l'auteur belge lui fait parvenir sept de ses albums, du Lotus bleu au Trésor de Rackham le Rouge, mais sa demande reste vaine. Un collaborateur des studios Disney, Gil Souto, lui fait savoir que la société ne cherche pas de nouveaux projets et lui retourne ses albums, qui n'ont pas même été déballés,.

### Tintin sur la RTF (1957-1959)

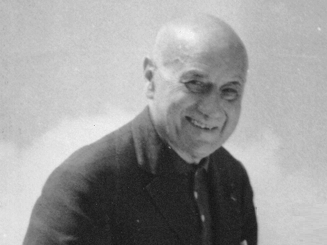
L'animateur Jean Nohain interprète les personnages de Tintin dans la première adaptation télévisée de la série.

En 1957, Raymond Leblanc, qui a fondé les studios Belvision trois ans plus tôt, signe un contrat avec la RTF portant sur la coproduction de deux mini-séries, intitulées Les Aventures de Tintin et adaptées des albums Le Sceptre d'Ottokar et L'Oreille cassée. Comprenant respectivement huit et sept épisodes de 13 à 14 minutes en noir et blanc, ces deux séries sont réalisées par Anne-Marie Ullmann, sous la supervision de Bob de Moor, l'assistant d'Hergé, et font intervenir l'animateur Jean Nohain pour doubler l'intégralité des personnages. Ces deux adaptations, peu convaincantes, déçoivent Hergé, mais leur succès lors de la diffusion sur l'unique chaîne en noir et blanc de la RTF est réel.
L'année suivante, Raymond Leblanc engage le chanteur lyrique et comédien hongrois Yvan Szucs qui réalise pour lui différentes adaptations dont une version inaboutie d'On a marché sur la Lune.

## Des années 1960 aux années 1970: des productions multiples

### Une nouvelle série produite par Belvision (1959-1964)
En 1959, Leblanc signe par l'intermédiaire de l'homme d'affaires Jacques Grinieff un contrat avec la société américaine de Larry Harmon prévoyant l'adaptation de plusieurs aventures en film d'animation. Le producteur américain, accompagné de son scénariste Charlie Shows, rencontre notamment Hergé à Bruxelles pour discuter des détails du projet. Quelques semaines plus tard, il revient présenter un pilote de cinq minutes, réalisé à partir de l'album Objectif Lune par un ancien animateur des studios Disney, Paul Fenney,. Hergé s'oppose à certains choix, comme le fait que Tintin arbore l'initiale de son nom sur son tee-shirt, à la manière du « S » de Superman. Le décès brutal de Jacques Grinieff interrompt le projet, alors qu'une série de 23 épisodes de cinq minutes a été déjà produite aux États-Unis.
Finalement, Raymond Leblanc poursuit le projet en s'associant avec la société française Télé-Hachette, ce qui aboutit à la création de la série Les Aventures de Tintin, d'après Hergé, réalisée par Ray Goossens avec la collaboration de Charlie Shows. Assistant d'Hergé, Michel Gregen supervise la production. Sept albums sont d'abord adaptés entre 1961 et 1963, mais les libertés prises avec le scénario original des récits déçoivent une nouvelle fois Hergé : le professeur Tournesol n'est pas sourd et Haddock ne boit pas d'alcool, tandis que l'expédition lunaire est organisée pour sauver Milou, envoyé par erreur dans l'espace,. Le succès est cependant au rendez-vous et la série est diffusée sur plusieurs chaînes francophones et anglophones. Après le désistement de Télé-Hachette, la société Belvision produit seule une huitième et dernière aventure, L'Affaire Tournesol, en 1964. Les épisodes, toujours réalisés par Ray Goossens, sont alors scénarisés par Michel Greg et Bernard Fredisch.

### Films en prises de vue réelles (1961-1964)
Vers la fin des années 1950, les demandes d'adaptations cinématographiques se multiplient. L'explorateur Jacques-Yves Cousteau envisage de tourner Le Trésor de Rackham le Rouge en construisant le sous-marin du professeur Tournesol à taille réelle. En 1957, le jeune producteur français André Barret sympathise avec Hergé et le convainc de lui confier les droits de reproduction. Dans un premier temps, André Barret propose de travailler sur un scénario original qui serait tourné au Japon, mais le dessinateur préfère une adaptation d'un album existant. Selon lui, Les Sept Boules de cristal est le plus approprié. Soutenu par l'éditeur Robert Laffont, André Barret signe un contrat avec la société Casterman en 1958. Il prend contact avec de jeunes réalisateurs français comme Alain Resnais, qui rêve de tourner L'Île Noire entièrement en studio. Le projet est finalement jugé trop coûteux. André Barret désigne Remo Forlani pour la rédaction d'un scénario original, avec le soutien d'Hergé. Alors que Philippe de Broca est un temps pressenti, c'est finalement Jean-Jacques Vierne qui assure la réalisation de ce film, le premier consacré au héros d'Hergé en prises de vue réelles,. La distribution rassemble des acteurs expérimentés, comme Georges Wilson dans le rôle du capitaine Haddock ou encore Charles Vanel, Marcel Bozzuffi et Dario Moreno, la recherche d'un acteur pouvant incarner Tintin est plus difficile. C'est sur une plage d'Ostende que Chantal Rivière, la fille d'un ancien collaborateur d'Hergé, Jacques Van Melkebeke, repère Jean-Pierre Talbot, un jeune moniteur de sport dont les qualités athlétiques et le physique conviennent au rôle. Le tournage s'effectue principalement en Grèce et en Turquie et le film sort finalement en 1961, sous le titre Tintin et le Mystère de la Toison d'or.
Dans ce long-métrage, Tintin et Haddock se rendent à Istanbul et sont menacés par une organisation turque voulant s'emparer du bateau La Toison d'or que l'ami du capitaine, Thémistocle Paparanic, lui a légué. En France, le film enregistre 3,6 millions d'entrées et se classe au treizième rang du box-office français. Ce succès relatif masque la difficulté d'adapter à l'écran les personnages issus de la bande dessinée d'Hergé.
André Barret renouvelle pourtant l'expérience en produisant un deuxième long métrage, Tintin et les Oranges bleues, qui sort en salle en 1964. Jean-Pierre Talbot endosse de nouveau le costume de Tintin, cette fois aux côtés de Jean Bouise dans le rôle du capitaine. Dans ce film réalisé par Philippe Condroyer, le scénario rédigé par André Barret lui-même, avec la collaboration de René Goscinny, conduit les deux amis à la recherche du professeur Tournesol, victime d'un enlèvement à la suite de sa découverte sur de mystérieuses oranges bleues mises au point par le savant espagnol Anténor Zallaméa. Sur le plan commercial, Tintin et les Oranges bleues totalise moins d'entrée que son prédécesseur. La même année, un autre film rencontre un certain succès : L'Homme de Rio, réalisé par Philippe de Broca et avec Jean-Paul Belmondo dans le rôle titre, est largement inspiré des Aventures de Tintin, en particulier de L'Oreille cassée, dont il reprend plusieurs éléments de l'intrigue.
Un troisième film est un temps en projet — Jean-Pierre Talbot apprend seulement que « l'intrigue se déroule en Inde et qu'il y a des chevaux » — mais André Barret ne parvient pas à le financer. En 1966, le producteur pense néanmoins se séparer de Talbot, jugé désormais trop âgé, pour un éventuel prochain film. À l'instigation de Hergé, séduit par le Canada lors d'un voyage en 1965 pour le salon du livre de Montréal, un projet est envisagé dans ce pays, avec la collaboration de l'ONF. Un premier synopsis évoquant la guerre froide et la course à l'espace est élaboré, avec l'idée singulière de le tourner entièrement sur le site de l'Exposition universelle de 1967 alors en construction,. Hergé rejette cette intrigue et le principe de la cantonner dans l'Expo 67, préférant exploiter les véritables paysages du Canada,. Le coproducteur local Jacques Bobet propose au dessinateur d'imaginer lui-même le scénario, afin d'être sûr de la fidélité à son œuvre,. Accaparé notamment par l’album Vol 714 pour Sydney, Hergé se contente de faire adapter par Jacques Martin le vieux projet de Tintin et le Thermozéro, album abandonné écrit par Greg, en y déplaçant l'action au Canada,. Ce synopsis envoyé en janvier 1967 satisfait l'ensemble des parties mais le projet s'enlise,. En 1968, Barret et Laffont consentent, contre une somme importante, à mettre fin à leur contrat d'exclusivité d'adaptation, à la faveur de Raymond Leblanc désireux de lancer de nouveaux dessins animés pour le cinéma.

### Deux nouveaux longs métrages d'animation (1969-1972)
La réussite commerciale de la série Les Aventures de Tintin, d'après Hergé pousse Raymond Leblanc à se tourner vers la réalisation de films de long-métrage pour le cinéma, à l'instar de ce qu'il a réalisé pour Astérix. En 1969, Tintin et le Temple du Soleil, un film d'animation réalisé par les studios Belvision à partir des albums Les Sept Boules de cristal et Le Temple du Soleil, sort sur les écrans. L'adaptation est signée par Hergé lui-même, Eddie Lateste, Jos Marissen et László Molnár, avec des dialogues écrits par Greg. Pour les besoins du film, près de 100 000 croquis et 50 000 dessins sont réalisés, tandis que trois caméras automatiques tournent en continu pendant un an. Le célèbre chanteur belge Jacques Brel est sollicité pour l'écriture de deux chansons. Le film est un succès, avec plus de deux millions de spectateurs, ce qui le place au onzième rang du box-office, mais les spécialistes et les amateurs de l'œuvre d'Hergé sont déçus par la qualité scénaristique et artistique de cette production.
En 1972, un nouveau long-métrage d'animation, Tintin et le Lac aux requins, est produit par Belvision d'après un scénario original de Greg. Adapté par Rainer Gocksch, Eddie Lateste, Jos Marissen et Jean-Michel Charlier, le film envoie les héros en Syldavie, sur les rives d'un lac où le professeur Tournesol a mis au point une machine capable de reproduire toutes sortes d'objets en trois dimensions, attirant la convoitise de Rastapopoulos. Cette aventure cinématographique est ensuite adaptée en bande dessinée dans différents périodiques européens, d'abord dans une version en noir blanc pour les quotidiens France-Soir, Le Soir, Het Nieuwsblad et De Standaard, puis en couleur dans des journaux allemands et néerlandais, avant d'être éditée en album.

## Des années 1980 aux années 1990

### Projets avortés
Après le succès des Aventuriers de l'arche perdue en 1981, Steven Spielberg découvre les Aventures de Tintin par l'intermédiaire de la scénariste Melissa Mathison, compagne de l'acteur Harrison Ford, qui lui offre un exemplaire du Crabe aux pinces d'or,. En 1982, il prend contact avec la société Casterman par l'intermédiaire de son associée Kathleen Kennedy pour s'enquérir de la disponibilité des droits de reproduction des albums d'Hergé. Ce dernier accueille favorablement cette demande, mais affaibli par la maladie, il envoie son secrétaire Alain Baran pour le représenter à Los Angeles en janvier 1983. Le réalisateur américain souhaite adapter les albums en toute liberté, ce que valide l'auteur, séduit par le visionnage d'un film de Spielberg, Duel. Une rencontre entre Hergé et Spielberg est prévue à Bruxelles à la fin du mois de mars suivant, mais le dessinateur meurt le 3 mars. Le réalisateur américain rencontre néanmoins sa veuve, Fanny, et Alain Baran, pour entamer les discussions qui aboutissement à la signature d'un contrat d'option,.
Steven Spielberg envisage alors de réaliser une trilogie sur Tintin, qu'il considère comme un Indiana Jones pour enfants. Il veut confier le rôle de Tintin à Henry Thomas, l'acteur principal d'un autre de ses films, E.T., l'extra-terrestre, tandis que Jack Nicholson est pressenti pour incarner le capitaine Haddock. Il prévoit de réaliser lui-même le premier film, tout en laissant la main à Roman Polanski et François Truffaut pour les deux suivants. Le décès d'Hergé ralentit cependant le processus d'adaptation. Le premier script, livré par Melissa Mathison en 1985 et qui aborde une histoire de trafic d'ivoire en Afrique, est rejeté par Spielberg, après l'avoir soumis à Roman Polanski,. Ce dernier travaille un temps sur une adaptation du Sceptre d'Ottokar, sans plus de succès. En 1987, accaparé par d'autres projets, Steven Spielberg décide de suspendre son contrat d'option.
Dans les années 1990, l'idée d'adapter Tintin au cinéma refait surface et les projets se multiplient. En 1995, le producteur Claude Berri et le réalisateur Alain Berberian, qui a connu le succès l'année précédente avec La Cité de la peur, cherchent à monter une superproduction française adaptée du diptyque Les Sept Boules de cristal-Le Temple du Soleil et destinée à rivaliser avec le cinéma américain. Le projet, validé par les ayants droit de la série, s'appuie sur un large budget de 120 millions de francs. Jean Reno est pressenti pour le rôle du capitaine Haddock, Darry Cowl pour celui du professeur Tournesol et Sami Frey en roi des Incas. Le projet finit par être abandonné car Berri et Berberian sont en désaccord sur leur choix de Tintin, le premier réclamant une vedette trentenaire tandis que le second désire un jeune inconnu entre dix-sept et vingt ans, qu'ils n'ont de toute façon pas trouvé malgré de très nombreuses auditions. Claude Berri s'oriente finalement sur la première adaptation en prise de vues réelles d’une autre icône de la bande dessinée : Astérix et Obélix contre César sort en 1999.
À la fin des années 1990, le réalisateur belge Jaco Van Dormael travaille sur un projet d'adaptation de Tintin au Tibet, après avoir reçu l'accord de principe de la société Moulinsart. Le réalisateur souhaite travailler avec des personnages réels évoluant dans des décors en images de synthèse et envisage de confier le rôle de Tintin à l'acteur américain Macaulay Culkin. Le projet est finalement abandonné, la société Moulinsart ne donnant pas suite à ce projet. Après le succès du Fabuleux Destin d'Amélie Poulain (2001), Jean-Pierre Jeunet envisage lui aussi de tourner un film sur Tintin mais finit par renoncer devant les exigences des ayant droits du dessinateur.

### Succès international d'une nouvelle série d'animation (1992-1993)

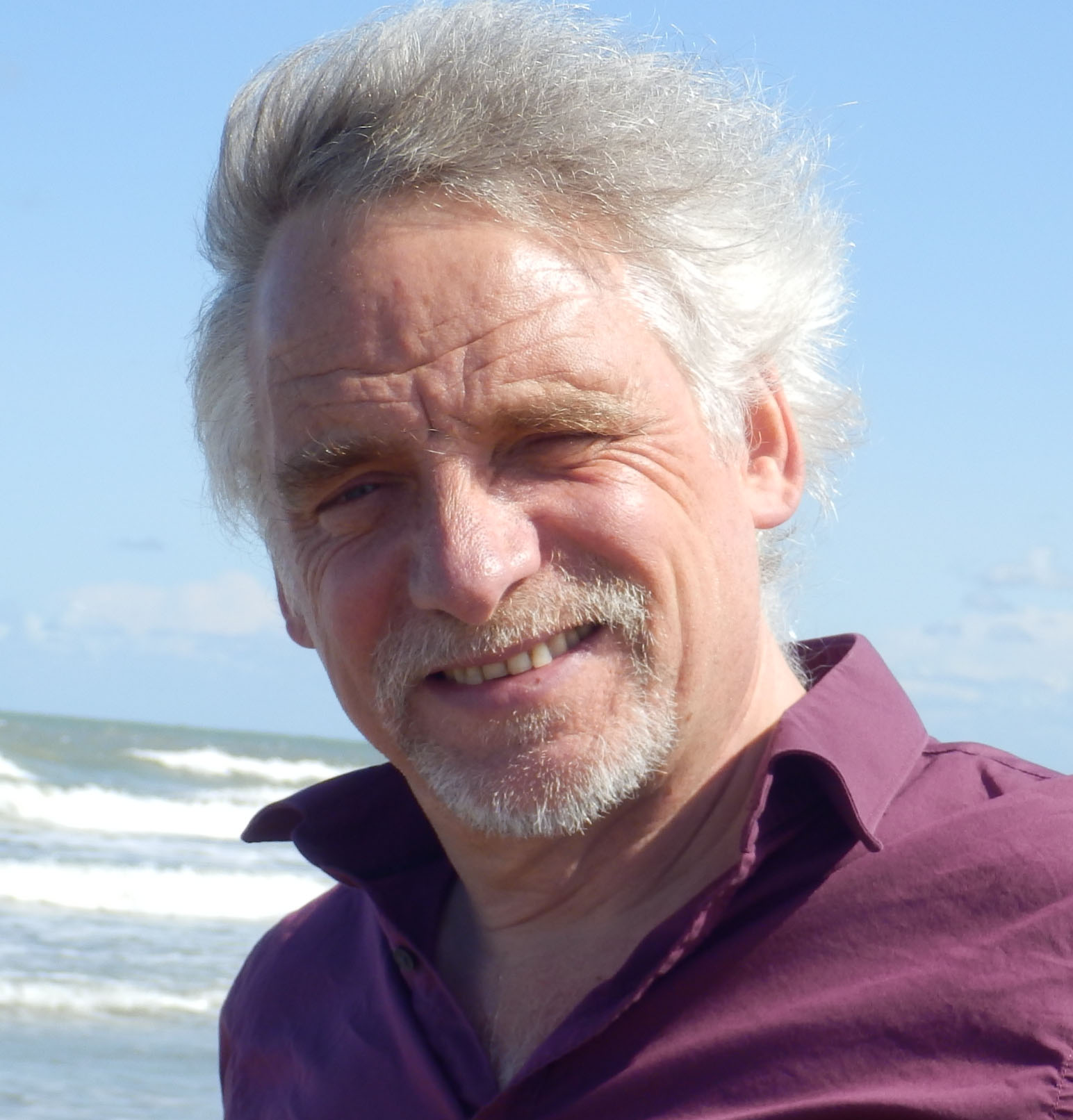
Stéphane Bernasconi (ici en 2014) réalise une adaptation télévisée des Aventures de Tintin au début des années 1990.

En 1991, une nouvelle série d'animation naît sous l'impulsion du studio français Ellipse, de son directeur général Philippe Gildas et du producteur Robert Réa,. L'entreprise nécessite d'importants moyens financiers : sous la houlette du réalisateur Stéphane Bernasconi, une équipe de soixante dessinateurs travaille à l'adaptation des albums de la série, à l'exception de Tintin au pays des Soviets et de Tintin au Congo, jugés politiquement incorrects, pour un budget de 400 000 dollars par épisode de 26 minutes.
En France, les 39 épisodes de la série sont diffusés en première partie de soirée sur France 3 à partir du 5 mai 1992 et rencontrent un grand succès d'audience,. Coproduite avec la société canadienne Nelvana, la série bénéficie également d'une diffusion en Amérique du Nord, notamment sur la chaîne HBO. Lors de la première année d'exploitation de la série, en 1993, les ventes d'albums de Casterman atteignent des records. Le succès d'audience s'explique en partie par le fait que les scénarios des épisodes, travaillés avec la Fondation Hergé, sont plus fidèles aux histoires originales d'Hergé que ceux des séries produites par Belvision.

## Depuis les années 2000: Steven Spielberg et Tintin
Vingt ans après avoir renoncé à son contrat d'option, Steven Spielberg confirme en 2007 qu'il travaille de nouveau sur un projet de réalisation d'un film sur les Aventures de Tintin. Son choix se porte sur la technique dite de capture de mouvement, mise en lumière par le réalisateur néo-zélandais Peter Jackson pour sa trilogie Le Seigneur des anneaux et qui permet de rester au plus près du graphisme des personnages tout en donnant du mouvement et du réalisme à l'action.
En 2011, la sortie du film Les Aventures de Tintin : Le Secret de La Licorne créé l'évènement. Il est présenté en avant-première mondiale à Bruxelles le 22 octobre 2011, au cinéma UGC-De Brouckère. Le film ne retrace pas l'intégralité du récit de l'album éponyme mais s'inspire en fait de trois albums distincts : Le Secret de La Licorne, Le Trésor de Rackham le Rouge et Le Crabe aux pinces d'or, pour aboutir à un scénario original. Certains personnages ne jouent pas le même rôle dans le film que dans l'album, comme le collectionneur Ivan Sakharine qui, au cinéma, vit au château de Moulinsart et revêt le rôle du méchant. C'est l'acteur britannique Jamie Bell qui interprète Tintin, doublé en français par Benjamin Bollen.